# Рудка (Гребёнковский район)
Рудка (укр. Рудка) — село,
Рудковский сельский совет,
Гребёнковский район,
Полтавская область,
Украина.
Код КОАТУУ — 5320884601. Население по переписи 2001 года составляло 668 человек.
Село указано на специальной карте Западной части России Шуберта 1826-1840 годов Считается, что здесь Евгением Гребёнкой было написано стихотворение «Чёрные очи», которое легло в основу знаменитого романса.
Является административным центром Рудковского сельского совета, в который, кроме того, входит село
Горбы.

## Географическое положение
Село Рудка находится на левом берегу реки Гнилая Оржица,
выше по течению на расстоянии в 2,5 км расположено село Горбы,
ниже по течению на расстоянии в 2 км расположено село Тимки (Оржицкий район),
на противоположном берегу — село Овсюки.
По селу протекает пересыхающий ручей с запрудой.

## Экономика
- Молочно-товарная ферма.
- Магазин

## Объекты социальной сферы
- Школа.
- Дом культуры.
- Фельдшерско-акушерский пункт
- Магазин
- Детский сад